# Ian McNeice
Ian McNeice, född 2 oktober 1950 i Basingstoke, Hampshire, är en brittisk skådespelare. Han är bland annat är känd från filmerna Ace Ventura - den galopperande detektiven rider igen och Engelsmannen som gick upp för en kulle men kom ner från ett berg, samt rollen som Bert Large i den mångåriga TV-serien Doc Martin.

## Filmografi i urval
- 1984 – Top Secret!
- 1986 – Hoppsan, vem tryckte på knappen?
- 1987 – Personal Services
- 1987 – Judith Hearnes öde
- 1987 – En perfekt spion (TV-serie)
- 1989 – Jorden runt på 80 dagar (TV-serie)
- 1995 – Engelsmannen som gick upp för en kulle men kom ner från ett berg
- 1995 – Ace Ventura – Den galopperande detektiven rider igen
- 1997 – A Life Less Ordinary
- 1999 – The Cherry Orchard
- 1999 – En julsaga
- 1999 – David Copperfield
- 2001 – Konspirationen
- 2004–2022 – Doc Martin (TV-serie)
- 2008 – Valkyria
- 2017 – The Man Who Invented Christmas